# Naubates heteroproctus
Naubates heteroproctus är en insektsart som beskrevs av Harrison 1937. Naubates heteroproctus ingår i släktet Naubates och familjen fjäderlöss. Inga underarter finns listade i Catalogue of Life.